# Kirsten Malling Biering
Kirsten Malling Biering (født 19. december 1951 i Varde) er en dansk diplomat.

## Karriere
Biering dimitterede fra Københavns Universitet i 1980 som cand.mag. i russisk og kunsthistorie. Efter at have været sekretær i Udenrigsministeriet 1980-1981 og fuldmægtig sammesteds 1981-1985 blev hun i 1985 1. ambassadesekretær ved Danmarks NATO-repræsentation i Bruxelles. I 1988-1991 var hun sekretær i Folketingets Udenrigspolitiske Nævn og medlem af det såkaldte Nathan-udvalg for dansk udenrigspolitisk forskning.

### Første ambassadør i Letland
Hun har været Danmarks første ambassadør i Letland efter landets selvstændighed fra 1991 til 1995.
I årene 1995-2001 var hun kontorchef i Udenrigsministeriet.

### Formand for OSCE-gruppe om terrorisme
Dernæst var hun ambassadør ved Den Danske OSCE-delegation i Wien fra 2001 til 2005. Her var hun formand for den arbejdsgruppe, som skulle vurdere, hvorledes organisationen bedst kunne bidrage til den nye internationale koalition mod terrorisme.
Hun var ambassadør i Nederlandene fra 2005 til 2010, dernæst i Sverige fra 2011 til 2015 og i Frankrig fra 2015.

### Ambassadør i Frankrig
Hun havde kun været ambassadør i Frankrig i tre måneder, da Islamisk Stat foretog sine terrorangreb i Paris. Hun har i et interview oplyst, at hun var på arbejde, da nyheden om angrebene nåede hende. Ambassaden fik hurtigt etableret kontakt til de franske myndigheder, hvis informationer blev formidlet videre til Udenrigsministeriet i København. Som en første prioritet blev der iværksat undersøgelser af, om der var danskere blandt de døde og sårede. Det viste sig ikke at være tilfældet, men en del danskere havde været tæt på begivenhederne og havde brug for hjælp på forskellig måde.
I november 2018 forlød det at Biering ville blive afløst af Michael Starbæk Christensen som ambassadøren i Frankrig.

## Hædersbevisninger
Kirsten Malling Biering udnævntes til Kommandør af Trestjerneordenen den 12. april 1995, blev Kommandør af Dannebrogordenen i 2007 og modtog Oranje-Nassau Ordenen (Ne.O.N.1.) i Nederlandene 2010.